# Marciano Martínez
Marciano Martínez Acosta (La Junta, San Juan del Cesar, La Guajira, 30 de octubre de 1957), conocido como Marciano Martínez, es un político, músico colombiano, acordeonero, compositor de música vallenata y actor de cine y televisión. Sus composiciones musicales han sido grabadas por reconocidos cantantes y acordeoneros del vallenato, entre los que se destacan Diomedes Díaz, Iván Villazón, Los Betos y Los Hermanos Zuleta.

## Trayectoria

### Compositor
Marciano nació el 30 de octubre de 1957 en el corregimiento de La Junta, jurisdicción del municipio de San Juan del Cesar, en La Guajira, hijo de Joaquín Elías Acosta Salinas y Dolores Martínez Carrillo, solo posee una hija de nombre  Diana Creció en medio de la pobreza del campo. Su padre abandonó a su madre y sus hijos justo después del nacimiento de Marciano.
Para sobrevivir su madre tejía mochilas, mientras que él y sus hermanos cortaban leña y sembraban maíz y yuca para vender y subsistir.
En 1967, a la edad de 10 años se fue a vivir a la ciudad de Riohacha donde trabajó como lustrabotas y de vendedor de lotería. Sus primeras composiciones las realizó en 1976, cuando tenía 22 años de edad, inspirado en una joven llamada Beatriz Helena. A esta joven le compuso la canción La juntera, la cual fue grabada por Diomedes Díaz al año siguiente.Luego trabajó en Valledupar y volvió a Riohacha en 1979, donde se le ocurrió la idea de comprar un acordeón y aprender a tocar para amenizar parrandas y fiestas. Obtuvo fama de parrandero y borracho, por lo que era rechazado por las familias de sus novias. A raíz de esta situación se inspiró para componer el tema Amarte más no pude.

### Actor
En el 2009 fue actor protagónico de la película Los viajes del viento, interpretando el papel de "Ignacio Carrillo". La cinta fue dirigida por el director de cine Ciro Guerra, oriundo del departamento del Cesar. La película fue merecedora del Premio Ciudad de Roma "Arco Iris latino", seleccionada en la sección "Un certain regard" (una cierta mirada) del Festival Internacional de Cine de Cannes. La película también fue postulada para participar por Colombia en los Premios Oscar del 2010 pero no fue nominada.
En el 2015 participó como actor de la telenovela colombiana Diomedes, el Cacique de La Junta interpretando el papel del abuelo de Diomedes Díaz, "Papá Goyo".

### Concejal de San Juan del Cesar
El 26 de octubre de 2015, Martínez participó en las elecciones regionales de Colombia como candidato al concejo municipal de San Juan del Cesar, La Guajira en representación del Partido Conservador Colombiano y resultó elegido con 452 votos. Martínez tomó posesión del cargo el 1 de enero de 2016 y culminaría el 31 de diciembre de 2019.

## Composiciones
Las siguientes son algunas composiciones de la autoría de Marciano Martínez:
- Espejismo: grabada por Diomedes Díaz e Iván Zuleta en el álbum "Volver a vivir" en 1998.
- La juntera: grabada por Diomedes Díaz & Colacho Mendoza en el álbum Para mi fanaticada en 1980.
- Juana: grabada por Andaníes Díaz.[1]
- Venceremos: grabada por Miguel Herrera.[1]
- Soy amigo: grabada por Diomedes Díaz & Colacho Mendoza en el álbum Todo es para ti en 1982.
- Las cosas del amor: grabada por Diomedes Díaz & Colacho Mendoza en el álbum Cantando en 1983.
- Por amor: grabada por Diomedes Díaz & Colacho Mendoza en el álbum El mundo en 1984.
- Pobre infancia: grabada por Los Hermanos Zuleta (Poncho Zuleta & Emilianito Zuleta) en el álbum Mi acordeón en 1985.
- Por jugar al amor: grabada por Los Betos (Beto Zabaleta & Beto Villa) en el álbum Parrandas Inolvidables en 1985.
- Con el alma en la mano: grabada por Poncho Zuleta & Beto Villa en el álbum Dos dinastías en 1988. Esta canción fue ganadora en 1988 del Festival de la Leyenda Vallenata categoría "Rey de la canción inédita".[9]
- Amarte más no pude: grabada por Diomedes Díaz.[10]
- Ay, la vida: grabada por Diomedes Díaz y Alvarito López. Con este tema Martínez fue declarado "compositor del año 2014" en del 38° Festival Nacional de Compositores de Música Vallenata de San Juan del Cesar.[9]
- El esperanzado: grabada por Iván Villazón & Pangue Maestre en el álbum Una voz, un rey en 1985.
- Las penas mías: grabada por Iván Villazón & Chiche Martínez en el álbum Vamo' amanecé en 1986.
- La verdad de mi mentira: grabada por Iván Villazón.
- Usted
- Hay amores
- ¿Quién dijo?
- Lo mismo de ayer: grabada por Diomedes Díaz & El Cocha Molina en el álbum Gracias a Dios en 2002.
- El líder: grabada por Diomedes Díaz & El Cocha Molina en el álbum Incontenibles en 1987.
- No pierdo la fe
- El sentir de mi pueblo
- Pasajeros de la vida
- Con calma y paciencia
- Todas las tardes
- Triste y confundido: grabada por Diomedes Díaz y Juancho De la Espriella en el álbum Pidiendo vía en 2003.
- La chupa dedo: grabada por Iván Villazón & Saúl Lallemand en el álbum El sueño de mi vida en 2005.
- No sientes pena: grabada por Silvio Brito & Nemer Tetay en el álbum Otra dimensión del vallenato en 2009.

## Filmografía
Grabaciones en las que ha participado Martínez como actor:
- 2009: Los viajes del viento (película): interpreta a Ignacio Carrillo.[1]
- 2015: Diomedes, el Cacique de La Junta (telenovela): interpreta al abuelo de Diomedes Díaz, "Papá Goyo".[11]
- 2017: Tarde lo conocí (telenovela)